# Kaante
Kaante (Hindi: कांटे, italiano: spine) è un film indiano del 2002 diretto da Sanjay Gupta e interpretato da Amitabh Bachchan, Sanjay Dutt, Sunil Shetty, Mahesh Manjrekar, Lucky Ali, Kumar Gaurav, Namrata Singh Gujral, Rati Agnihotri, Malaika Arora e Isha Koppikar nei ruoli principali. 
La trama del film è basata sulla pellicola Le iene di Quentin Tarantino, che in merito è stato citato per aver definito Kaante uno dei suoi preferiti fra i cloni dei suoi film.